# Киргизи
Киргизите са тюркски народ, основно население на Киргизстан. Киргизки общности има също и в Узбекистан, Китай (една от 56-те етнически групи в КНР), Таджикистан, Пакистан и Русия.

## История
Първите племена, познати под името киргизи, се споменават в китайски летописи от началото на новата ера като северни съседи на китайците или като поданици на тюркските степни общности в Монголия. Киргизите вече участват в търговията по Пътя на коприната не по-късно от края на 8 век. След победата над уйгурите тези енисейски киргизи завземат монголската степ, но за тях впоследствие има малко данни, макар че се споменава в китайски географии, че живеят в близост до днешна Киргизия. Образуването на съвременната киргизка народност протича през 9 – 14 век, когато киргизите в района на Тяншан се оказват географски изолирани от останалите по горното течение на Енисей и са подложени на силно кипчакско влияние.
Предполага се, че прародителите на съвременните киргизи са южносамоедски или енисейски племена, които са се смесили с тюркски народи след победата над уйгурите. Те са населявали района на р. Орхон, където са открити най-старите надписи на тюркски език. Откритите през 20-те години на 20 век култури Пазърък и Тащък показват, че киргизите са смесица от тюркски и ирански племена. Китайски летописи от 7 – 12 в. ги описват като червенокоси хора с бели лица и зелени (сини) очи.
Връзката на киргизите с туземните сибирски народи се потвърждава и от нови генетични изследвания. Обаче 63% от съвременните киргизки мъже са носители на хаплогрупа R1a1 (Y-ДНК), която е характерна и за таджиките (64%), украинците (54%), поляците (54%) и исландците (25%). Тази особеност се приема за пра-индоевропейска характеристика и може да обясни описаните външни белези на старите киргизи.
Ако произлизаха от самоедските народи в Сибир, киргизите биха говорили език от уралската група, когато пристигат в района на р. Орхон. Ако произлизаха от енисейски племена, те биха били наследници на племе със същото име, което се преселва в днешна Киргизия от района на р. Енисей през 10 век, много по-късно от киргизката победа над уйгурите. Поради изключителната близост на киргизкия и казахския език енисейската теория се отхвърля от доста етнографи. Обаче китайските източници недвусмислено определят киргизите като народ с европеидни черти, каквито са характерни за много народи в Средна Азия по онова време. Не е известна и езикова връзка с уралските езици. Не е ясно дали съвременните киргизи са преките наследници на древните киргизи. Но сведенията на китайските източници, ДНК анализите, индоевропейските им черти говорят, че най-вероятно не става дума за отначало тюркски народ. На старотюркски думата „тюрк“ е означавала „силен“ и така са били наричани всички победители – вероятно след победата над уйгурите, които по-късно стават тюркоезични.

## Известни личности
- Чингиз Айтматов